# Cuanoma protracta
Cuanoma protracta (лат.) — вид вымерших насекомых семейства Maguviopseidae (Prosboloidea) из подотряда цикадовых отряда полужесткокрылых. Древнейшие находки происходят из триаса Азии (Мадиген, Кыргызстан). Единственный вид в составе рода Cuanoma.

## Описание
Длина от 5 до 6 мм. Тегмен узкий и выпуклый, костальный край суживается базально и слегка к dSc, дистально почти прямой. Пространство между жилками к вершине суживается. Жилки M и CuA формируют длинный стебелёк в базальной части; базальная ячейка отсутствует. Жилка MA разветвлённая, жилка MP простая. CuA почти параллельная к CuP. Поверхность ячеистая. Вид был впервые описан по отпечаткам в 2011 году российским палеоэнтомологом Дмитрием Щербаковым (Палеонтологический институт РАН, Москва, Россия). Среди сестринских таксонов: †Falcarta, Nonescyta, Fasolinka, Krendelia, Maguviopsis, Asiocula, Nevicia, Phyllotexta, Sacvoyagea, Sitechka.